# Passa-Vinte
Passa-Vinte är en kommun i Brasilien.   Den ligger i delstaten Minas Gerais, i den sydöstra delen av landet, 800 km sydost om huvudstaden Brasília. Antalet invånare är 2 084. Arean är 246 kvadratkilometer.
Terrängen i Passa-Vinte är lite bergig.
I omgivningarna runt Passa-Vinte växer huvudsakligen savannskog. Runt Passa-Vinte är det mycket glesbefolkat, med 5 invånare per kvadratkilometer.